# Andries Dirk Kylstra
Andries Dirk Kylstra (* 8. Oktober 1920 in Zwaagwesteinde, Provinz Friesland; † 10. Dezember 2009 in Roden) war ein niederländischer Altgermanist und Finnougrist sowie Professor an der Reichsuniversität Groningen.

## Leben und Werk
Kylstra stammte aus Friesland, ging jedoch in Utrecht zur Schule, wohin seine Mutter nach der Scheidung mit den Kindern gezogen war. Er besuchte zunächst die höhere Handelsschule, weil für das Gymnasium das Geld nicht reichte. Nach der Besetzung der Niederlande durch Nazideutschland tauchte er unter, wurde 1943 jedoch von den Nazis gefasst und als Zwangsarbeiter nach Deutschland verfrachtet, wo er bis Kriegsende blieb.
Nach dem Krieg war Kylstra zunächst Lehrer für Englisch und Deutsch, legte parallele dazu aber Examina in den klassischen Sprachen ab, um ein Studium aufnehmen zu können. Ab 1951 studierte er an der Universität Utrecht Germanistik, unter anderem bei Heinrich Wagner, der seinerseits ein Schüler von Julius Pokorny gewesen war. Dadurch kam Kylstra frühzeitig mit der Sprachkontakt- und Substratforschung in Berührung. Nach seinem 1956 erfolgten Abschluss ging er für zwei Jahre nach Finnland, um sich an der Universität Helsinki weiterzubilden. Er nahm dort Recherchen für seine Doktorarbeit auf, mit der er im Mai 1961 an der Universität Utrecht zum Dr. phil. promoviert wurde.
Im September 1962 wurde Kylstra auf den Lehrstuhl für Altgermanistik an der Reichsuniversität Groningen berufen. Im Rahmen seiner Lehrveranstaltungen verwies er immer wieder auf Bezüge zum Samischen und Finnischen und bot auf Wunsch der Studierenden im Studienjahr 1963/1964 eine „Einführung in die Finnougristik“ an. 1966 wurde sein Lehrauftrag um das Fachgebiet Finnougristik erweitert, sodass ein Nebenfachstudium möglich war. Seit 1973 war ein Hauptfachstudium möglich. Gemeinsam mit einem aus Finnland rekrutierten Mitarbeiterstab (Osmo Nikkilä, Sirkka-Liisa Hahmo) und seinem Schüler Tette Hofstra baute Kylstra nicht nur einen kompletten Studiengang mit mehreren Fachrichtungen auf (Finnisch, Ungarisch, Finnougristik), sondern legte auch den Grundstein für ein umfangreiches etymologisches Wörterbuch, das erst nach seinem Tode vollendet wurde: Das Lexikon der älteren germanischen Lehnwörter in den ostseefinnischen Sprachen (I–III, 1991–2012).
Nach seiner Emeritierung (1985) war László Honti von 1988 bis 1997 Leiter des von Kylstra begründeten Lehrstuhl. Als Nachfolger von Honti war Cornelius Hasselblatt von 1998 bis zur Abschaffung des Studiengangs (2014) Lehrstuhlinhaber.

## Auszeichnungen
- 1985 Ehrendoktor der Universität Tampere

## Bibliografie (Auswahl)
Ein komplettes Schriftenverzeichnis von 1959 bis 1985 ist in seiner Festschrift Lyökämme käsi kätehen (s. u.), S. 195–199, abgedruckt.
- Zur Frage eines Substrats im Skandinavischen, in: Amsterdamer Beiträge zur älteren Germanistik 23, 1985, S. 1–19.
- Kalevala, het epos der Finnen 1835 – 1985. Rede uitgesproken bij zijn afscheid als hoogleraar in de Oud-Germanistiek en de Finoegristiek aan de Rijksuniversiteit te Groningen op dinsdag 10 december 1985. Groningen: Uitgeverij ’Stabo/All-Round’ B.V. 18 S.
- (gemeinsam mit Sirkka-Liisa Hahmo, Tette Hofstra und Osmo Nikkilä) Omaa vai lainattua. Itämerensuomen germaanisiin lainasanoihin liittyviä kirjoitelmia 1. Helsinki: Suomalaisen Kirjallisuuden Seura (Suomi 143) 1988, darin S. 9–16: Arpa-sanan alkuperästa.
- Jan de Vries und die erste Auflage seiner ‘Altgermanischen Religionsgeschichte’, in: Palaeogermanica et Onomastica. Festschrift für J.A. Huisman zum 70. Geburtstag (Amsterdamer Beiträge zur älteren Germanistik 29), 1989, S. 97–108.
- (gemeinsam mit Sirkka-Liisa Hahmo, Tette Hofstra und Osmo Nikkilä:) Lexikon der älteren germanischen Lehnwörter in den ostseefinnischen Sprachen. Band I: A–J. Amsterdam, Atlanta, GA 1991. LVIII + 145 S. (Band II, 1996 und Band III, 2012, ohne aktive Mitarbeit von Kylstra)
- Een rechtzetting. ‘Onze Voorouders’ van Jan de Vries. Een berucht geschrift ten onrechte verguisd. ‘Edda en Thora’ van K.H. Miskotte. Een bewonderd boek ten onrechte geprezen. Groningen: Knoop 1998. 77 S.
- Het naoorlogse beeld van de oudgermanist Jan de Vries. Groningen: s.n. 1999. 132 S.
- De Leidse oudgermanist Jan de Vries in de ogen van de bezetter. Roden: s.n. 2001. 198 S.
- Het Arctisch Centrum. Ontstaan en ontwikkeling, in: Het topje van de ijsberg. 35 jaar Arctisch Centrum (1970–2005). Groningen: Barkhuis Publishing 2005, S. 1–7.